# I liga polska w koszykówce mężczyzn (1955/1956)
Polska Liga Koszykówki 1955/1956 – 22. edycja najwyższej klasy rozgrywkowej w męskiej koszykówce w Polsce. Obrońcą tytułu mistrza Polski był Kolejarz Poznań, która zwyciężyła w rozgrywkach Polskiej Ligi Koszykówki w sezonie 1954/1955. W rozgrywkach wystąpiło w sumie 10 zespołów.

## Tabela
spadek do I ligi
| Lp. | Drużyna          | M  | Mecze | Mecze | Punkty | Punkty | Punkty | Punkty   | Pkt |
| Lp. | Drużyna          | M  | W     | P     | +      | -      | +/-    | Stosunek | Pkt |
| --- | ---------------- | -- | ----- | ----- | ------ | ------ | ------ | -------- | --- |
| 1.  | CWKS Warszawa    | 18 | 14    | 4     | 1322   | 1071   | +251   | 1,2344   | 32  |
| 2.  | Wisła Kraków     | 18 | 13    | 5     | 1195   | 1095   | +100   | 1,0913   | 31  |
| 3.  | Kolejarz Poznań  | 18 | 12    | 6     | 1266   | 1128   | +138   | 1,1223   | 30  |
| 4.  | AZS Warszawa     | 18 | 12    | 6     | 1252   | 1087   | +165   | 1,1518   | 30  |
| 5.  | Polonia Warszawa | 18 | 10    | 8     | 1272   | 1232   | +40    | 1,0325   | 28  |
| 6.  | AZS Toruń        | 18 | 10    | 8     | 1165   | 1191   | -26    | 0,9782   | 28  |
| 7.  | ŁKS Łódź         | 18 | 7     | 11    | 1083   | 1136   | -53    | 0,9533   | 25  |
| 8.  | Spójnia Gdańsk   | 18 | 6     | 12    | 958    | 1169   | -211   | 0,8195   | 24  |
| 9.  | Ogniwo Łódź      | 18 | 3     | 15    | 966    | 1139   | -173   | 0,8481   | 21  |
| 10. | Gwardia Gdańsk   | 18 | 3     | 15    | 1075   | 1302   | -227   | 0,8257   | 21  |

Do ligi awansowały: CWKS Wrocław, Gwardia Wrocław, Olimpia Poznań i Gwardia Gdańsk.

## Czołówka strzelców
1. Janusz Wichowski (Polonia Warszawa) - 385
2. Władysław Pawlak (CWKS Warszawa) - 353
3. Andrzej Nartowski (AZS Warszawa) - 313
4. Janusz Sarbinowski (AZS Toruń) - 303
5. Ryszard Olszewski (AZS Toruń) - 279
6. Leszek Kamiński (CWKS Warszawa) - 242
7. Bogusław Karbownicki (Polonia Warszawa) - 240
8. Tadeusz Pacuła (Wisła Kraków) - 238
9. Witold Zagórski (Polonia Warszawa) - 226
10. Bogdan Przywarski (AZS Warszawa) - 226